# Operacja czelabińska
Operacja czelabińska – działania wojenne prowadzone przez 5 Armię Czerwoną przeciwko białej Armii Zachodniej, składowej Armii Rosyjskiej adm. Aleksandra Kołczaka (następnie przemianowanej na 3 Armię). Trwała w dniach 17 lipca – 4 sierpnia 1919 r. Operacja stanowiła dalszy ciąg kontrofensywy Frontu Wschodniego Armii Czerwonej. Obok operacji jekaterynburskiej, prowadzonej w dniach 5–20 lipca tego samego roku przez 2 i 3 Armię Czerwoną, miała na celu zmuszenie białych do opuszczenia Uralu.

## Tło wydarzeń
W połowie czerwca, po zdobyciu przez czerwonych Ufy, jednostki Armii Rosyjskiej adm. Aleksandra Kołczaka musiały wycofać się na przedpola Uralu. Utrzymanie się na Uralu miało ogromne znaczenie dla Kołczaka, gdyż był to ostatni pozostający pod jego kontrolą obszar uprzemysłowiony. 15 czerwca plenum Komitetu Centralnego WKP (b) opowiedziało się za dalszą ofensywą na kierunku wschodnim. W ciągu kolejnego miesiąca siły Frontu Wschodniego Armii Czerwonej odniosły kolejne sukcesy: 1 lipca 2 i 3 Armia zmusiły białą Armię Syberyjską do opuszczenia Permu i Kunguru, zaś 5 Armia zdobyła 13 lipca ważny ośrodek przemysłowy – Złatoust. Dwa dni później 2 i 3 Armia weszły do Jekaterynburga, a w kolejnych dniach opanowały Wierchoturie i zmusiły białych do odejścia w kierunku Tobolska. Jeszcze w toku operacji jekaterynburskiej 5 Armia kontynuowała natarcie na wschód – na Czelabińsk i Troick.

## Siły stron i przebieg operacji
Czerwoną 5 Armią dowodził Michaił Tuchaczewski, w radzie rewolucyjno-wojskowej zasiadali Arkadij Rozengolc, Iwan Smirnow, Filipp Łokackow oraz Nikołaj Tiepłow. Armia liczyła 32 tys. żołnierzy, 100 dział i 713 karabinów maszynowych. Na czele białej Armii Zachodniej, a następnie 3 Armii, stał gen. Konstantin Sacharow, którego siły liczyły ok. 27600 żołnierzy, 345 karabinów maszynowych i ok. 110 dział. Biali zajęli pozycje obronne na linii między jeziorami Irtiasz i Czebarkul. 17 lipca czerwoni frontalnie zaatakowali linie obronne przeciwnika. Białym udawało się odpierać ich kolejne ataki do 20 lipca; w tym dniu zostali zmuszeni do wycofania się z zajmowanych pozycji.

### Próba kontrataku białych
Dowodzący Armią Zachodnią Konstantin Sacharow przekonał adm. Aleksandra Kołczaka, że Armia Zachodnia jest w stanie przejść do kontrofensywy. Jego plan polegał na tym, by wciągnąć czerwonych w pułapkę, pozorując odwrót z Czelabińska. Pięć dywizji piechoty oraz jedna dywizja kawalerii pod dowództwem Siergieja Wojciechowskiego miały zostać skoncentrowane na północ od miasta, natomiast trzy dywizje piechoty oraz jedna dywizja kawalerii dowodzone przez Władimira Kappela – na południe od niego. Siły te miały następnie okrążyć czerwoną 5 Armię, gdy tylko wkroczy ona do Czelabińska. Kołczak miał nadzieję, że sukces militarny przekona Wielką Brytanię i Stany Zjednoczone do uznania jego rządu za legalne władze Rosji.

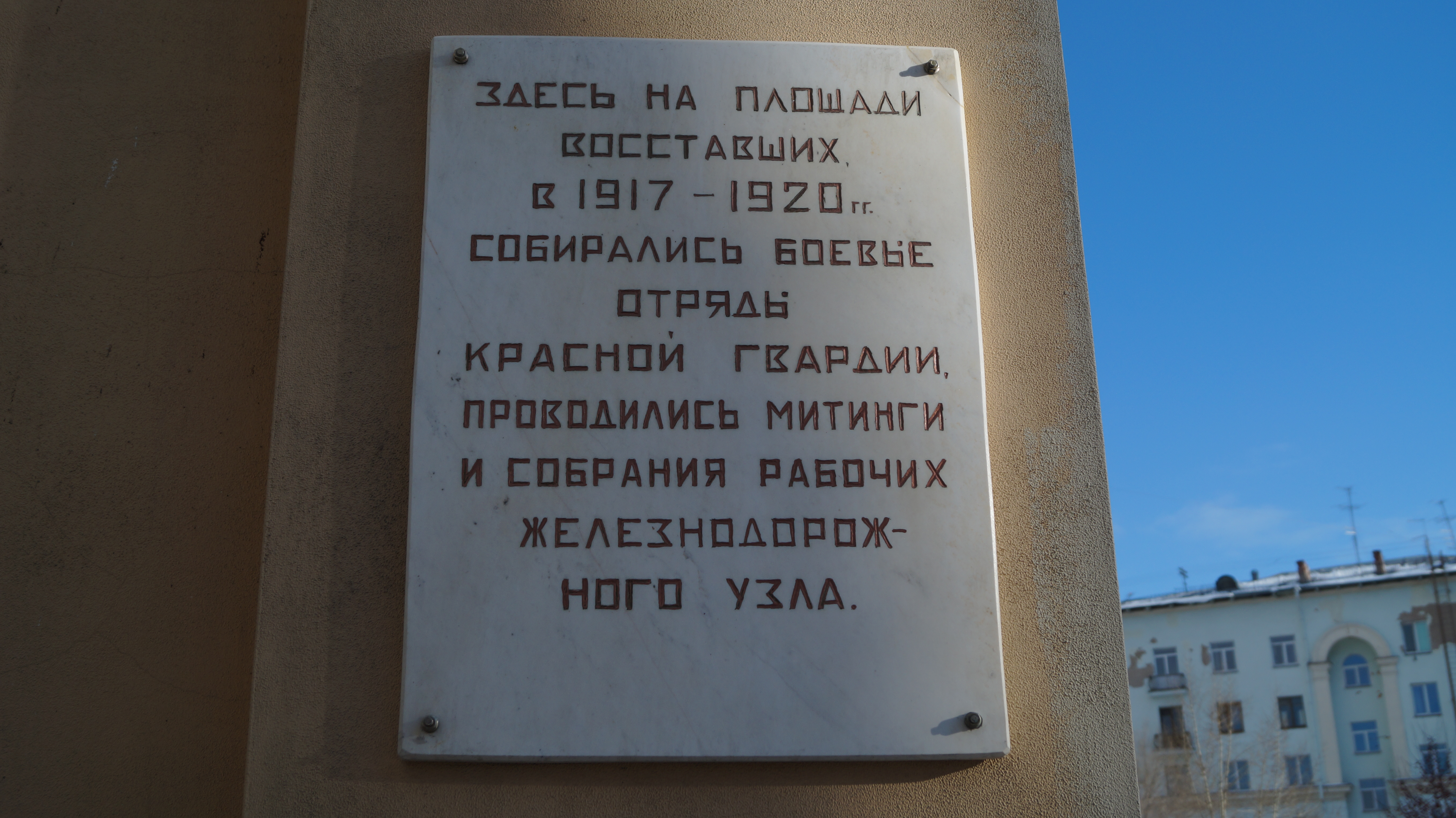
Tablica pamiątkowa w Czelabińsku upamiętniająca walkę miejscowych robotników po stronie bolszewików

Jednostki Armii Czerwonej weszły do niebronionego Czelabińska 24–25 lipca. Białym nie udało się jednak zrealizować swoich planów. Zawiodła łączność między grupą Kappela a siłami Wojciechowskiego, ponadto teren, w którym działały wojska Kappela, pełen jezior i lasów, nie nadawał się do zaplanowanych przez Sacharowa i szefa sztabu Kołczaka, Dmitrija Lebiediewa, szybkich manewrów. Atak Kappela został odparty przez 26 dywizję strzelecką pod dowództwem Gienricha Eiche. Z większym powodzeniem działał na północ od Czelabińska Wojciechowski, któremu udało się w pewnym momencie przeciąć linię kolejową z Czelabińska do Jekaterynburga. I ten kontratak został jednak powstrzymany przez czerwonych: Michaił Frunze skierował przeciwko grupie Wojciechowskiego 21 dywizję strzelecką z 3 Armii. Jej uderzenie na prawą flankę sił Wojciechowskiego dodatkowo skłoniło część nowo sformowanej po stronie białych 11 dywizji syberyjskiej do przejścia na stronę czerwonych. Inne dywizje białych, również niedawno utworzone, okazały się niezdolne do wykonania opracowanego planu bitwy. Z kolei czerwoni zyskali w Czelabińsku poparcie miejscowych robotników, którzy wstępowali do Armii Czerwonej. Biali stracili pod Czelabińskiem 5 tys. zabitych i 15 tys. rannych. Była to jedna z największych bitew rosyjskiej wojny domowej.
Klęska pod Czelabińskiem zmusiła 2 sierpnia białych do odwrotu w kierunku Kurganu i nad Toboł. 4 sierpnia 26 dywizja strzelecka zdobyła Troick, rozdzielając siły Kołczaka na dwie części. Po tych wydarzeniach inicjatywa w wojnie domowej na Syberii ostatecznie przeszła na stronę czerwonych.